# Nevada
Nevada (anglická výslovnost  [nɪˈvɑdə]IPA nebo  [nɪˈvædə]IPA, oficiálně State of Nevada) je stát nacházející se na jihozápadě Spojených států amerických, v oblasti horských států v západním regionu USA. Nevada hraničí na severu s Oregonem a Idahem, na východě s Utahem, na jihovýchodě s Arizonou a na jihozápadě a na západě s Kalifornií.
Se svou rozlohou 286 380 km² je Nevada sedmým největším státem USA, v počtu obyvatel (2,9 milionů) je 34. nejlidnatějším státem a s hodnotou hustoty zalidnění 10 obyvatel na km² je na 42. místě. Hlavním městem je Carson City s 60 tisíci obyvateli. Největšími městy jsou Las Vegas s 610 tisíci obyvateli, dále Henderson (290 tisíc obyv.), Reno (240 tisíc obyv.), North Las Vegas (240 tisíc obyv.) a Sparks (90 tisíc obyv.). Nejvyšším bodem státu je vrchol Boundary Peak s nadmořskou výškou 4007 m v pohoří White Mountains. Největšími toky řeky Colorado, jež tvoří část hranice s Arizonou, a Humboldt.
Do oblasti dnešní Nevady se jako první Evropan dostal v 18. století španělský františkán Francisco Garcés. Region se stal součástí místokrálovství Nové Španělsko, od začátku 19. století v rámci Horní Kalifornie. Ta v roce 1821 připadla samostatnému Mexiku, od nějž v roce 1848, na základě výsledku mexicko-americké války, získaly oblast Spojené státy. Teprve v první polovině 19. století bylo území prozkoumáno. Od roku 1850 byl region součástí nově vzniklého utažského teritoria a vznikla zde první stálá sídla. Díky nárůstu počtu obyvatel bylo roku 1861 zřízeno vlastní nevadské teritorium, které své jméno získalo odvozením z původně španělského názvu pohoří Sierra Nevada („zasněžené hory“). Nevada se 31. října 1864 stala 36. státem USA.

## Etymologie
Stát dostal název podle španělského slova „nevada“, tj. „zasněžená“, podle pohoří Sierra Nevada („zasněžené hory“).

## Historie

### Období do vzniku teritoria Nevada
Nevada byla součástí španělské provincie Horní Kalifornie a od roku 1821 nezávislého Mexika. Po mexicko-americké válce území roku 1848 anektovali Američané a téměř celé je začlenili do teritoria Utah, zatímco území jižně od 37° severní šířky začlenili do teritoria Nové Mexiko. V roce 1859 bylo v Nevadě objeveno velké ložisko zlata, což do země přilákalo mnoho zlatokopů toužících po rychlém zbohatnutí.

### Vznik teritoria, posuny hranic Nevady a vznik státu
Roku 1861 byla západní část teritoria oddělena jako samostatné teritorium Nevada, jehož východní hranice se 14. července 1862 posunula o 85 km na východ na úkor teritoria Utah. Roku 1864 se teritorium stalo samostatným státem v rámci federace, který však zatím neměl současné hranice a byl poněkud menší. 5. května 1866 se východní hranice Nevady posunula o dalších 85 km na východ na moderní souřadnice. 18. ledna 1867 se součástí Nevady stal cíp území jižně od 37° severní šířky, který byl dosud součástí teritoria Arizona, východní hranice se posunula ke 114° západní délky a území Nevady získalo současný rozsah i hranice.

### Od založení Las Vegas do současnosti
Nejznámější město, Las Vegas, bylo v Nevadě založeno roku 1905. V odezvě na velkou hospodářskou krizi Nevada legalizovala 17. března 1931 hazard. Ve druhé polovině 20. století se město Las Vegas, stejně jako Reno, stalo rájem hazardu, kýče a bohatství a symbolem celého státu.

## Geografie

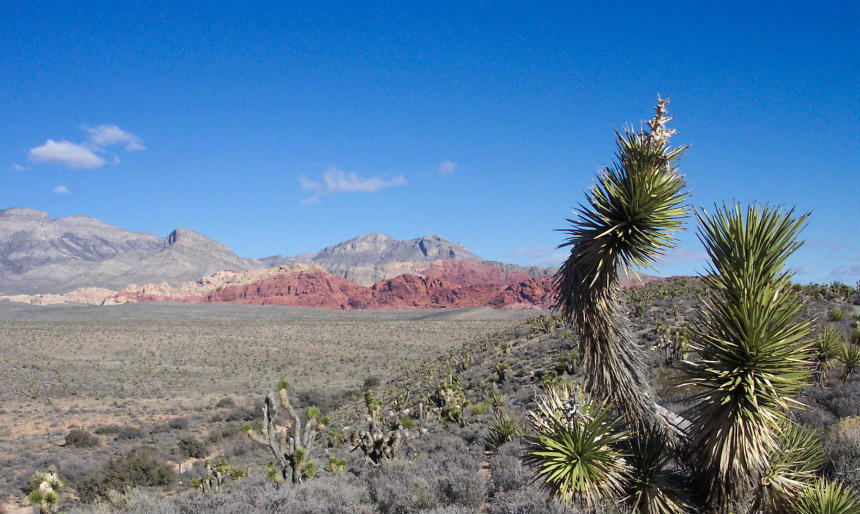
Mohavská poušť na území Nevady

Nevada na severu sousedí se státy Oregon a Idaho, na západě s Kalifornií. Na jihovýchodě sousedí s Arizonou a na východě s Utahem. Hranici s Arizonou tvoří řeka Colorado. V Nevadě se střídá mnoho krajinných rázů. Jsou zde hornaté zasněžené oblasti, pastviny i vyprahlé pouště, které patří mezi nejsušší oblasti USA.

## Ekonomika
HDP Nevady činí 69 miliard dolarů, což ji řadí na 32. místo v USA. Roční příjem na obyvatele je 30 529 dolarů, což je 14. místo v USA.
- hlavní zemědělské produkty jsou: chov dobytka, seno, mléčné výrobky a brambory
- hlavní průmyslová odvětví jsou: turistika, těžba nerostů, výroba strojů, zpracování potravin, elektrická zařízení.

Největší příjmy Nevady plynou z hazardních her, které do Nevady přitahují návštěvníky z celého světa.

## Demografie

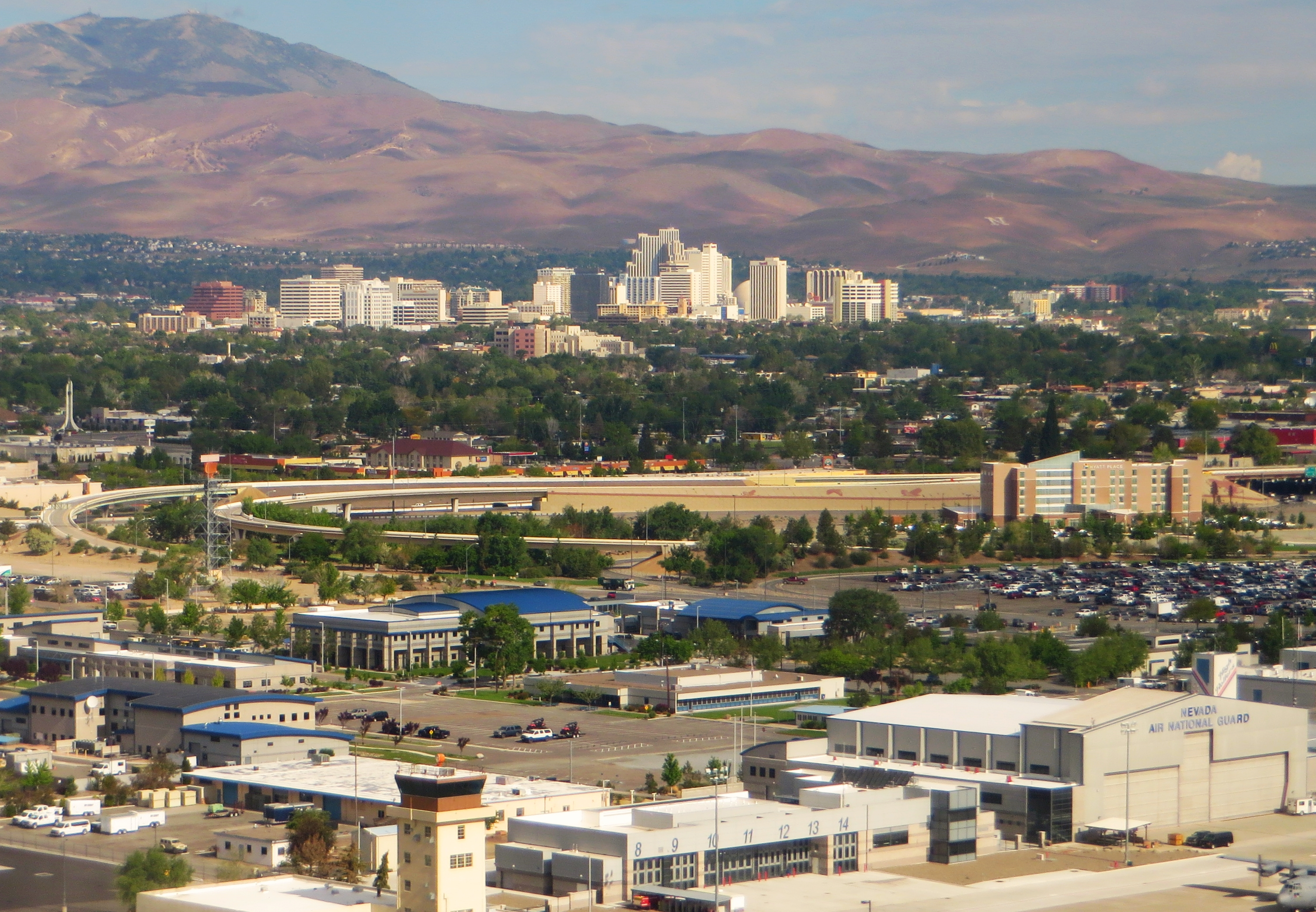
Reno

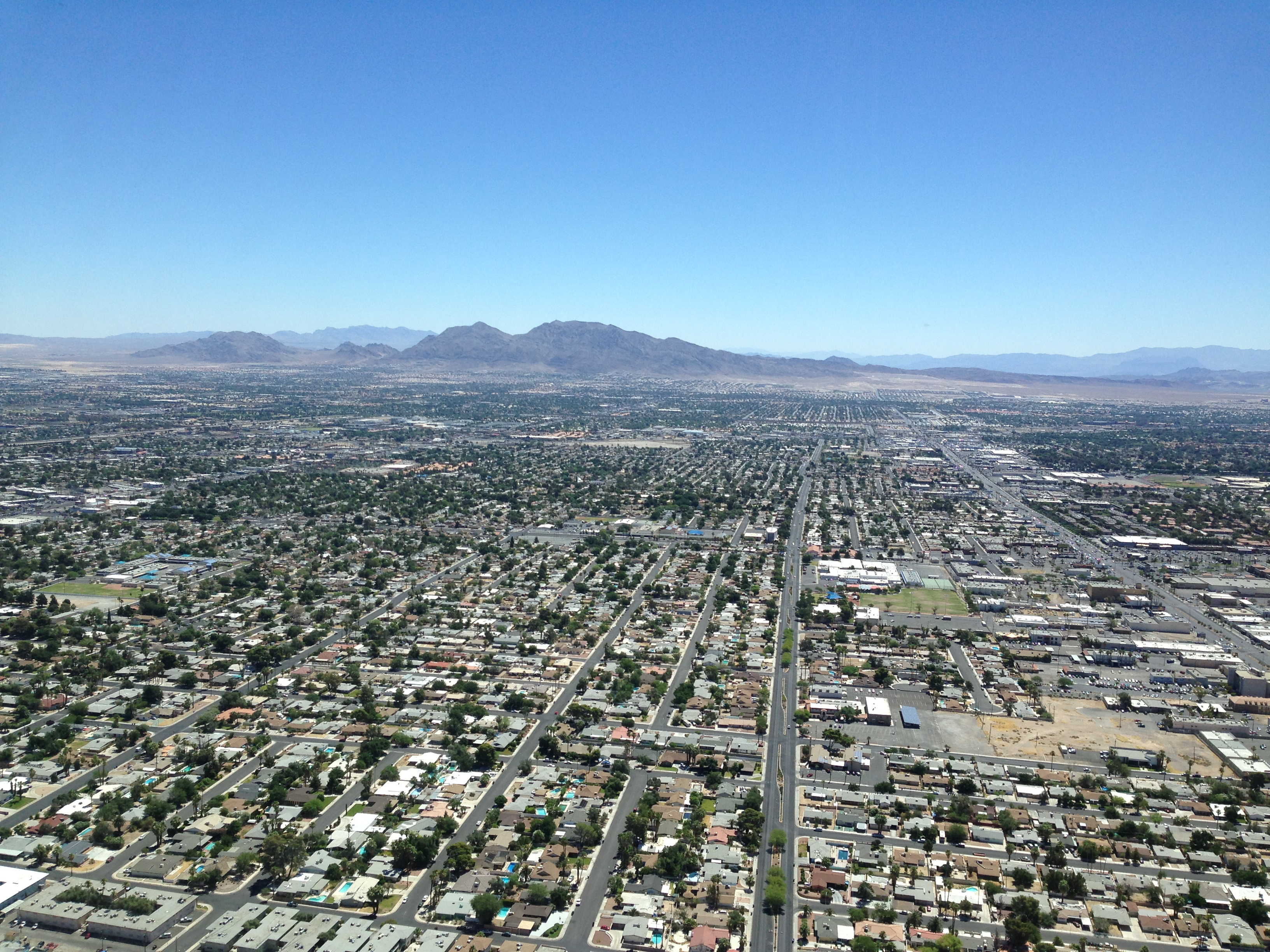
Las Vegas

Podle sčítání lidu z roku 2010 zde žilo 2 700 551 obyvatel. Hustota zalidnění je 10 obyvatel na km².
- hlavní město je Carson City (60 tisíc obyv.)
- největší město je Las Vegas (610 tisíc obyv.)
- další významná města: Henderson (290 tisíc obyv.), Reno (240 tisíc obyv.), North Las Vegas (240 tisíc obyv.)

### Rasové složení
- 66,2 % Bílí Američané
- 08,1 % Afroameričané
- 01,2 % Američtí indiáni
- 07,2 % Asijští Američané
- 00,6 % Pacifičtí ostrované
- 12,0 % Jiná rasa
- 04,7 % Dvě nebo více ras

Obyvatelé hispánského nebo latinskoamerického původu, bez ohledu na rasu, tvořili 26,5 % populace.

## Průmysl a výzkum
Průmysl je založen na těžbě a zpracování rud, zemědělství kvůli pouštnímu charakteru státu není tak významné.

## Doprava
Nevadou probíhají dvě dálnice. První na severu území přes Reno vede z Kalifornie do Utahu, druhá na jihu z Los Angeles do Las Vegas a dále do Arizony a Utahu. Železniční spojení prakticky kopíruje to dálniční. V Las Vegas a v Renu jsou mezinárodní letiště.

## Zajímavá místa

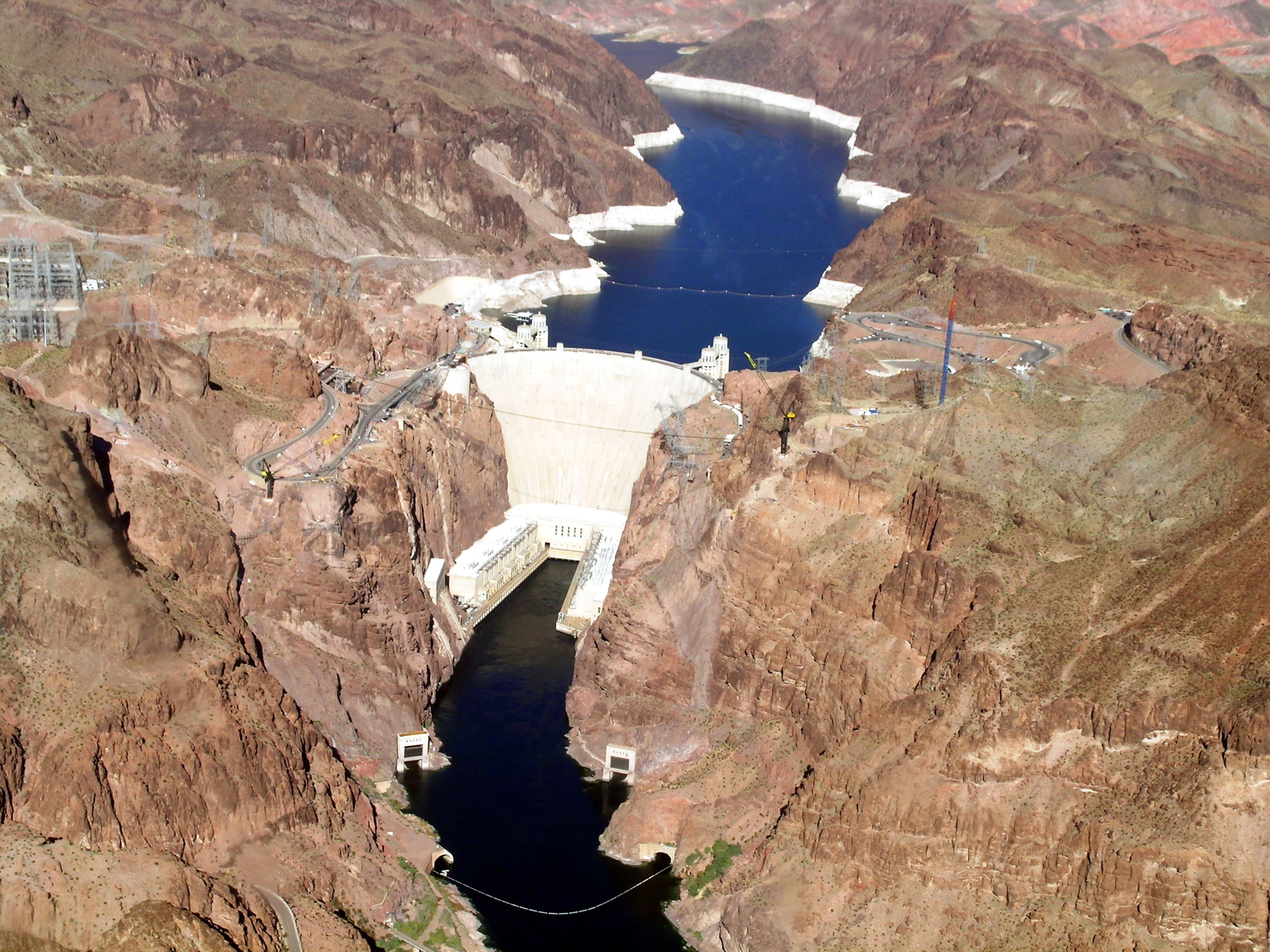
Hooverova přehrada

Kromě měst hazardu jako jsou Las Vegas a Reno patří mezi pozoruhodná místa Hooverova přehrada (Hoover Dam). Ta se nachází na řece Colorado v Black Canyonu. Zásobuje vodou celou Nevadu a snad i část Arizony. Je pojmenovaná po prezidentovi Herbertu Hooverovi a byla postavena ve 30. letech 20. století jako ve své době největší přehrada na světě.
V Nevadě se nacházejí také mnohé indiánské rezervace.